# It’s Only Rock’n Roll
It’s Only Rock’n Roll – dwunasty w Wielkiej Brytanii i czternasty w Stanach Zjednoczonych album grupy The Rolling Stones. Był to ostatni album z udziałem Micka Taylora.

## Lista utworów
| 1.  | „If You Can’t Rock Me”                                    | 3:47  |
|     |                                                           |       |
| 2.  | „Ain’t Too Proud to Beg” (Norman Whitfield/Eddie Holland) | 3:31  |
|     |                                                           |       |
| 3.  | „It’s Only Rock ’n Roll (But I Like It)”                  | 5:07  |
|     |                                                           |       |
| 4.  | „Till the Next Goodbye”                                   | 4:37  |
|     |                                                           |       |
| 5.  | „Time Waits for No One”                                   | 6:38  |
|     |                                                           |       |
| 6.  | „Luxury”                                                  | 4:30  |
|     |                                                           |       |
| 7.  | „Dance Little Sister”                                     | 4:11  |
|     |                                                           |       |
| 8.  | „If You Really Want to Be My Friend”                      | 6:17  |
|     |                                                           |       |
| 9.  | „Short and Curlies”                                       | 2:44  |
|     |                                                           |       |
| 10. | „Fingerprint File”                                        | 6:33  |
|     |                                                           |       |
|     |                                                           | 47:55 |
|     |                                                           |       |

## Muzycy
- Mick Jagger – śpiew, śpiew towarzyszący, gitara, gitara elektryczna
- Keith Richards – śpiew towarzyszący, gitara elektryczna, gitara akustyczna, gitara basowa
- Mick Taylor – gitara elektryczna, śpiew towarzyszący, gitara akustyczna, syntezator, perkusja, gitara slide, gitara basowa
- Charlie Watts – perkusja
- Bill Wyman – gitara basowa, syntezator
- David Bowie – śpiew towarzyszący
- Ray Cooper – perkusja
- Nicky Hopkins – fortepian
- Charlie Jolly – tabla
- Kenny Jones – perkusja
- Ed Leach – krowi dzwonek
- Billy Preston – fortepian, klarnet, organy elektryczne
- Ian Stewart – fortepian
- Willie Weeks – gitara basowa
- Ron Wood – śpiew towarzyszący, gitara

## Listy przebojów
| Rok  | Lista                | Pozycja |
| ---- | -------------------- | ------- |
| 1974 | UK Top 50 Albums     | 2       |
| 1974 | Billboard Pop Albums | 1       |
| 1975 | UK Top 50 Albums     | 49      |
| 1975 | Billboard Pop Albums | 12      |

### Single
| Rok  | Single                   | Lista                 | Pozycja |
| ---- | ------------------------ | --------------------- | ------- |
| 1974 | „It’s Only Rock ’n Roll” | UK Top 50 Singles     | 10      |
| 1974 | „It’s Only Rock ’n Roll” | The Billboard Hot 100 | 16      |
| 1974 | „Ain’t Too Proud to Beg” | The Billboard Hot 100 | 17      |

## Certyfikaty i sprzedaż
| Kraj                     | Certyfikat      | Sprzedaż   |
| ------------------------ | --------------- | ---------- |
| Stany Zjednoczone (RIAA) | platynowa płyta | 1 000 000+ |
| Wielka Brytania (BPI)    | złota płyta     | 100 000+   |